# Jorabat
Jorabat és un poble del districte de Ri-Bhoi a Meghalaya, Índia propera a la ciutat de Guwahati a Assam al límit amb el districte de Kamrup.